# كأس العالم للرجبي للسيدات
كأس العالم للرجبي للسيدات هي البطولة العالمية للرجبي للسيدات التي تُنظّم بواسطة الاتحاد الدولي للرغبي. أقيمت أول بطولة للسيدات في عام 1991، لكن لم تحصل البطولة على الدعم الرسمي من المجلس الدولي للرجبي (الذي أصبح الآن الاتحاد الدولي للرغبي) إلا في بطولة عام 1998؛ وبحلول عام 2009، اعترف المجلس الدولي للرجبي بأثر رجعي ببطولتي 1991 و1994 وبالبطلات الخاصة بهما.
عادةً ما تُقام البطولة كل أربع سنوات؛ إلا أنه تم تقديم موعدها في عام 2017 بحيث تُقام في العام الذي يسبق دورة ألعاب الكومنولث. وتم تأجيل بطولة 2021 إلى عام 2022 بسبب جائحة فيروس كورونا، لكنها لا تزال تُسوّق على أنها بطولة 2021.
فازت ثلاث دول بكأس العالم للرجبي للسيدات منذ تأسيسها، حيث حققت نيوزيلندا الرقم القياسي بفوزها بالبطولة ست مرات.

## التاريخ

### التسعينات
قبل أول بطولة عالم للرجبي للسيدات المعتمدة رسميًا من قبل المجلس الدولي للرجبي، كانت هناك ثلاث بطولات سابقة ذات طبيعة مشابهة. وكان أول هذه البطولات حدثًا أقيم في أغسطس 1990 في نيوزيلندا. وعلى الرغم من أنه لم يُعتبر بطولة عالمية، فقد أُشير إلى البطولة باسم مهرجان الرجبي العالمي للسيدات ‏. وشملت المنافسة فرقًا تمثل الولايات المتحدة، هولندا، روسيا، والمستضيفين، نيوزيلندا – التي فازت بعد هزيمتها للولايات المتحدة في النهائي.
أقيمت أول بطولة يُشار إليها باسم كأس العالم للرجبي للسيدات في عام 1991 واستضافتها ويلز. تم تقسيم اثني عشر دولة إلى أربع مجموعات من ثلاثة. وفازت الولايات المتحدة، على الرغم من التوقعات المعاكسة، بأول بطولة لها بفوز 19–6 على إنجلترا. وفي منافسة التصنيف (Plate) تفوقت كندا على إسبانيا بنتيجة 18–4. وبعد البطولة الأولى، تقرر نقل جدول البطولة إلى العام الذي يسبق بطولة العالم للرجالي، مما قلص الدورة الرباعية إلى ثلاث سنوات فقط.
كان من المقرر في البداية إقامة الحدث التالي في أمستردام، لكنه نُقل في النهاية إلى اسكتلندا. وتنافست إحدى عشر دولة في البطولة، حيث التقت فرق إنجلترا والولايات المتحدة في النهائي للمرة الثانية؛ إلا أنه في هذه المناسبة فازت إنجلترا.
أصبحت بطولة عام 1998 أول بطولة عالمية للسيدات معتمدة رسميًا من قبل المجلس الدولي للرجبي. وقد استضافت أمستردام، التي كان من المقرر استضافتها للبطولة السابقة، أكبر بطولة على الإطلاق حيث أُقيمت جميع المباريات في المركز الوطني للرجبي الجديد في الجزء الغربي من المدينة. وشهدت البطولة أيضًا مشاركة رقم قياسي لستة عشر فريقًا. كما شاركت نيوزيلندا، التي انسحبت من البطولة السابقة، وفي النهائي فازت نيوزيلندا على الولايات المتحدة لتحقق لقبها الأول في البطولة.

### 2000–الحاضر
تم نقل الحدث التالي إلى إسبانيا في عام 2002. وفازت نيوزيلندا باللقب للمرة الثانية بعد هزيمتها لإنجلترا بنتيجة 19–9 في النهائي.
وأقيمت بطولة 2006 في إدمونتون، كندا، وكانت أول بطولة رجبي دولية كبرى وبطولة عالم للسيدات تُقام في أمريكا الشمالية. وفازت نيوزيلندا على إنجلترا في النهائي لتحقق لقبها الثالث على التوالي.

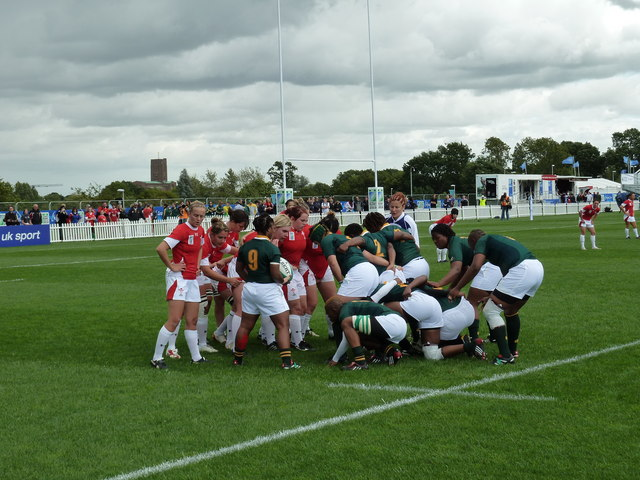
مباراة بين ويلز وجنوب أفريقيا في عام 2010

أعربت أربع دول عن اهتمام قياسي باستضافة بطولة 2010. وبعد دراسة عروض إنجلترا ‏، ألمانيا ‏، كازاخستان وجنوب أفريقيا ‏، أعلن المجلس الدولي للرجبي أن حدث 2010 سيُقام في إنجلترا. وقد أقيمت البطولة في لندن، حيث أقيم النهائي في تويكنهام ستوب ‏.

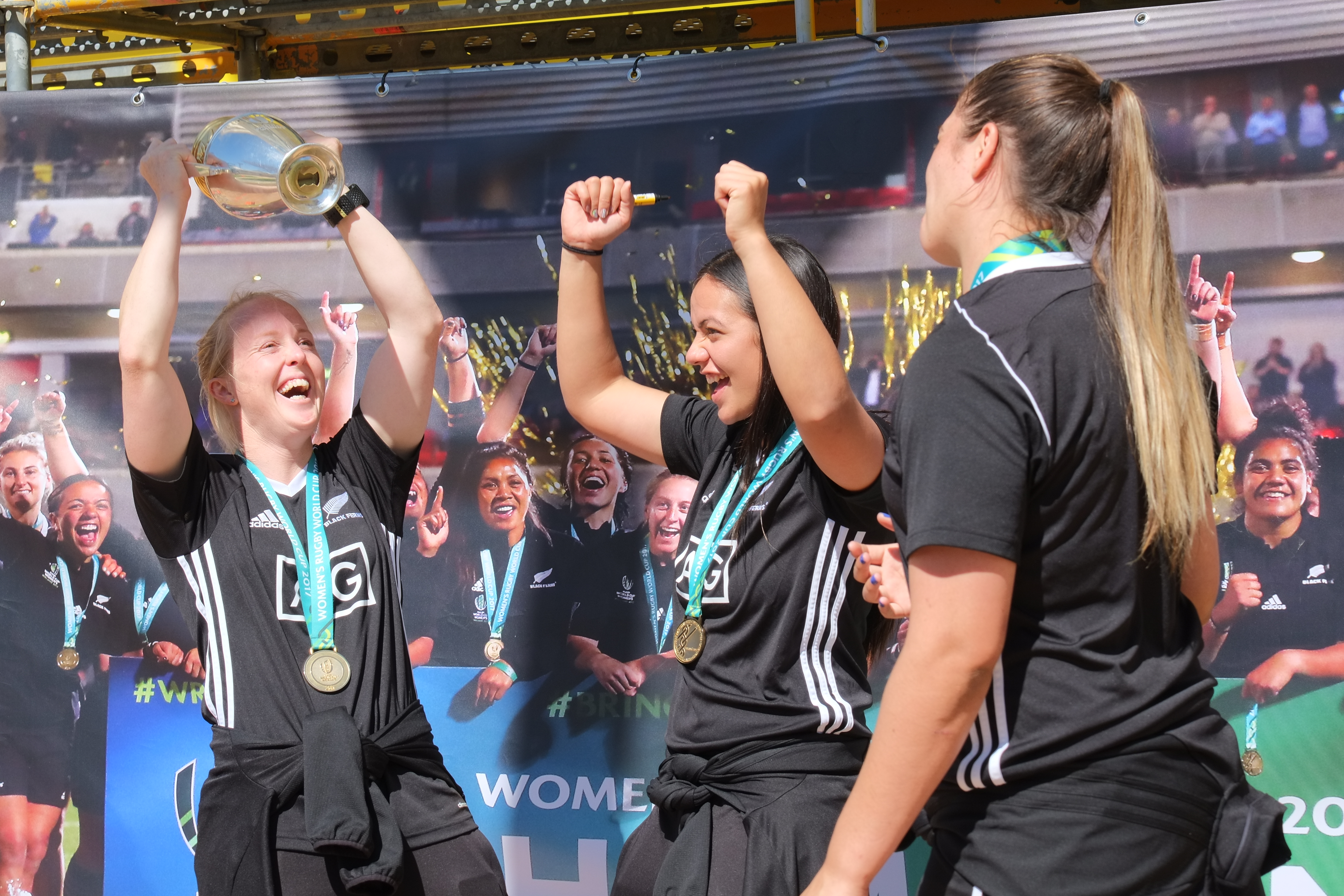
نيوزيلندا تحتفل بلقبها في عام 2017

أقيمت بطولة 2017 من قبل الاتحاد الأيرلندي للرجبي ‏ الذي يدير اللعبة على أساس شاملة لأيرلندا ‏. وقد أقيمت المباريات في دبلن في جمهورية أيرلندا وفي بلفاست في أيرلندا الشمالية. تم تنظيم البطولة قبل عام من المعتاد بهدف إعادة تنظيم مواعيد البطولة لتتماشى مع الألعاب الأولمبية الصيفية (التي أُضيف لها رجبي السبعيات في عام 2016) في العام السابق، ومع بطولة كأس العالم للرجبي السبعيات ‏ التي تُقام في العام التالي. ومن المقرر أن تعود البطولة إلى دورة كل أربع سنوات بعد ذلك، مع منح بطولة 2021 لـ نيوزيلندا.
في أغسطس 2019 أعلن الاتحاد العالمي للرجبي أنه في إطار الجهود "لرفع مستوى اللعبة النسائية"، ستُسوّق البطولة تحت علامة "كأس العالم للرجبي" دون أي تسمية جنسانية، اعتبارًا من عام 2021. وأوضح الاتحاد أن القرار يهدف إلى تعزيز المساواة بين الجنسين و"[القضاء] على أي تحيز متأصل أو مُتصوَّر" تجاه فعاليات الرجال، مع توضيح رئيسه بيل بومونت أن ذلك "يظهر التزامنا المستمر والثابت بتطوير نساء الرجبي على أرض الملعب وخارجه تماشيًا مع خطتنا الاستراتيجية الطموحة". أصبح الاتحاد العالمي للرجبي أول اتحاد رياضي رئيسي يعيد تسمية فعالياته بهذه الطريقة.
تم تأجيل البطولة التي كانت مقررة في نيوزيلندا لعام 2021 إلى عام 2022 بسبب جائحة كوفيد‑19؛ ومع ذلك، لا تزال تُسوّق على أنها بطولة 2021.
ابتداءً من عام 2025، ستتوسع نهائيات البطولة لتضم 16 فريقًا، بدلاً من 12 فريقًا شاركوا في بطولة 2021. في 12 مايو 2022، أعلن الاتحاد العالمي للرجبي أن إنجلترا وأستراليا والولايات المتحدة ستستضيف البطولات النسائية الثلاث القادمة في 2025، 2029، و2033 على التوالي. وكجزء من استراتيجية جديدة، تم أيضًا منح البطولات الرجالية السابقة لعام 2027 و2031 للولايات المتحدة وأستراليا على التوالي—وهذا يمثل المرة الأولى التي تُقام فيها كأس العالم للرجبي للرجال والسيدات تباعًا في نفس الدولة المستضيفة.
في أكتوبر 2023، كجزء من هوية بصرية جديدة كشفت عنها البطولات، عاد الاتحاد العالمي للرجبي إلى استخدام تسمية "كأس العالم للرجبي للسيدات" ابتداءً من عام 2025، مع إعادة تسمية كأس العالم للرجبي باسم "كأس العالم للرجبي للرجال" اعتبارًا من عام 2027. وأوضح الاتحاد أن إعادة التسمية تهدف إلى "تعزيز الوحدة عبر البطولة وتوفير وضوح واتساق للمشجعين".

## النتائج

### البطولات
| Ed. | السنة | المضيف           | مباراة النهائي   | مباراة النهائي                           | مباراة النهائي   | مباراة المركز الثالث | مباراة المركز الثالث                     | مباراة المركز الثالث | Num. teams |
| Ed. | السنة | المضيف           | البطل            | النتيجة                                  | الوصيفة          | الثالثة              | النتيجة                                  | الرابعة              | Num. teams |
| --- | ----- | ---------------- | ---------------- | ---------------------------------------- | ---------------- | -------------------- | ---------------------------------------- | -------------------- | ---------- |
| 1   | 1991  | ويلز             | الولايات المتحدة | 19–6 كارديف آرمز بارك ‏, كارديف           | إنجلترا          | فرنسا                | مشتركة                                   | نيوزيلندا            | 12         |
| 2   | 1994  | اسكتلندا         | إنجلترا          | 38–23 إدنبرة أكاديميكالز، إدنبرة         | الولايات المتحدة | فرنسا                | 27–0 إدنبرة أكاديميكالز، إدنبرة          | ويلز                 | 12         |
| 3   | 1998  | هولندا           | نيوزيلندا        | 44–12 ملعب إن آر سي إيه ‏, أمستردام       | الولايات المتحدة | إنجلترا              | 31–15 ملعب إن آر سي إيه ‏, أمستردام       | كندا                 | 16         |
| 4   | 2002  | إسبانيا          | نيوزيلندا        | 19–9 ملعب أوليمبي لويس كومبانيس، برشلونة | إنجلترا          | فرنسا                | 41–7 ملعب أوليمبي لويس كومبانيس، برشلونة | كندا                 | 16         |
| 5   | 2006  | كندا             | نيوزيلندا        | 25–17 ملعب الكومنولث، إدمونتون           | إنجلترا          | فرنسا                | 17–8 ملعب الكومنولث، إدمونتون            | كندا                 | 12         |
| 6   | 2010  | إنجلترا          | نيوزيلندا        | 13–10 تويكنهام ستوب ‏, لندن               | إنجلترا          | أستراليا             | 22–8 تويكنهام ستوب ‏, لندن                | فرنسا                | 12         |
| 7   | 2014  | فرنسا            | إنجلترا          | 21–9 ملعب جان-بوان، باريس                | كندا             | فرنسا                | 25–18 ملعب جان-بوان، باريس               | أيرلندا              | 12         |
| 8   | 2017  | أيرلندا          | نيوزيلندا        | 41–32 ملعب رافنهيل ‏, بلفاست              | إنجلترا          | فرنسا                | 31–23 ملعب رافنهيل ‏, بلفاست              | الولايات المتحدة     | 12         |
| 9   | 2021 ‏ | نيوزيلندا        | نيوزيلندا        | 34–31 إيدن بارك، أوكلاند                 | إنجلترا          | فرنسا                | 36–0 إيدن بارك، أوكلاند                  | كندا                 | 12         |
| 10  | 2025  | إنجلترا          | ستُحدد لاحقاً      | ملعب تويكنهام, لندن                      | ستُحدد لاحقاً      | ستُحدد لاحقاً          | ملعب تويكنهام, لندن                      | ستُحدد لاحقاً          | 16         |
| 11  | 2029  | أستراليا         | ستُحدد لاحقاً      | ستُحدد لاحقاً                              | ستُحدد لاحقاً      | ستُحدد لاحقاً          | ستُحدد لاحقاً                              | ستُحدد لاحقاً          | 16         |
| 12  | 2033  | الولايات المتحدة | ستُحدد لاحقاً      | ستُحدد لاحقاً                              | ستُحدد لاحقاً      | ستُحدد لاحقاً          | ستُحدد لاحقاً                              | ستُحدد لاحقاً          | 16         |

### سجلات الفرق
| الفريق           | البطل                                  | الوصيفة                                | المرتبة الثالثة                              | المركز الرابع              | إجمالي المراكز الأربع |
| ---------------- | -------------------------------------- | -------------------------------------- | -------------------------------------------- | -------------------------- | --------------------- |
| نيوزيلندا        | 6 (1998، 2002، 2006، 2010، 2017، 2021) | –                                      | –                                            | 1 (1991)                   | 7                     |
| إنجلترا          | 2 (1994، 2014)                         | 6 (1991، 2002، 2006، 2010، 2017، 2021) | 1 (1998)                                     | –                          | 9                     |
| الولايات المتحدة | 1 (1991)                               | 2 (1994، 1998)                         | –                                            | 1 (2017)                   | 4                     |
| كندا             | –                                      | 1 (1994)                               | –                                            | 4 (1998، 2002، 2006، 2021) | 5                     |
| فرنسا            | –                                      | –                                      | 7 (1991، 1994، 2002، 2006، 2014، 2017، 2021) | 1 (2010)                   | 8                     |
| أستراليا         |                                        |                                        | 1 (2010)                                     |                            | 1                     |
| ويلز             | –                                      | –                                      | –                                            | 1 (1994)                   | 1                     |
| أيرلندا          | –                                      | –                                      | –                                            | 1 (2014)                   | 1                     |

### الدول المشاركة
| الفريق           | 1991 | 1994 | 1998 | 2002 | 2006 | 2010 | 2014 | 2017 | 2021 ‏ | 2025 | 2029 | 2033 |
| ---------------- | ---- | ---- | ---- | ---- | ---- | ---- | ---- | ---- | ----- | ---- | ---- | ---- |
| أستراليا         | –    | –    | 5th  | 7th  | 7th  | 3rd  | 7th  | 6th  | 6th   | Q    | Q    |      |
| البرازيل         | –    | –    | –    | –    | –    | –    | –    | –    | e     | Q    |      |      |
| كندا             | 5th  | 6th  | 4th  | 4th  | 4th  | 6th  | 2nd  | 5th  | 4th   | Q    |      |      |
| إنجلترا          | 2nd  | 1st  | 3rd  | 2nd  | 2nd  | 2nd  | 1st  | 2nd  | 2nd   | Q    |      |      |
| فيجي             | –    | –    | –    | –    | –    | w    | –    | e    | 9th   | Q    |      |      |
| فرنسا            | 3rd  | 3rd  | 8th  | 3rd  | 3rd  | 4th  | 3rd  | 3rd  | 3rd   | Q    |      |      |
| ألمانيا          | –    | w    | 14th | 16th | –    | e    | –    | –    | –     | –    |      |      |
| هونغ كونغ        | –    | –    | –    | e    | e    | e    | e    | 12th | w     | e    |      |      |
| أيرلندا          | –    | 7th  | 10th | 14th | 8th  | 7th  | 4th  | 8th  | e     | Q    |      |      |
| إيطاليا          | 8th  | w    | 12th | 12th | –    | e    | e    | 9th  | 5th   | Q    |      |      |
| اليابان          | 11th | 8th  | –    | 13th | e    | e    | e    | 11th | 12th  | Q    |      |      |
| كازاخستان        | –    | 9th  | 9th  | 11th | 11th | 11th | 12th | –    | e     | e    |      |      |
| هولندا           | 7th  | w    | 13th | 15th | –    | e    | e    | e    | e     | e    |      |      |
| نيوزيلندا        | 3rd  | w    | 1st  | 1st  | 1st  | 1st  | 5th  | 1st  | 1st   | Q    |      |      |
| روسيا            | 11th | 11th | 16th | –    | –    | e    | e    | e    | e     | –    |      |      |
| ساموا            | –    | –    | –    | 9th  | 10th | e    | 11th | –    | w     | Q    |      |      |
| إسكتلندا         | –    | 5th  | 6th  | 6th  | 6th  | 8th  | e    | e    | 10th  | Q    |      |      |
| جنوب إفريقيا     | –    | –    | –    | –    | 12th | 10th | 10th | –    | 11th  | Q    |      |      |
| إسبانيا          | 6th  | w    | 7th  | 8th  | 9th  | e    | 9th  | 10th | e     | Q    |      |      |
| السويد           | 10th | 10th | 15th | –    | –    | 12th | e    | –    | –     | –    |      |      |
| الولايات المتحدة | 1st  | 2nd  | 2nd  | 5th  | 5th  | 5th  | 6th  | 4th  | 7th   | Q    |      | Q    |
| ويلز             | 9th  | 4th  | 11th | 10th | –    | 9th  | 8th  | 7th  | 8th   | Q    |      |      |

1. ↑  as الاتحاد السوفيتي
2. ↑  replaced by Scottish Students

Q = الدولة تأهلت للبطولة النهائية لم تُلعب بعد

w = الدولة انسحبت من (النهائيات) للبطولة

e = الدولة خرجت من مرحلة التأهيل ولم تصل إلى البطولة النهائية

– = الدولة لم تدخل المسابقة.
الدول التالية شاركت في مراحل التأهيل، لكنها لم تصل قط إلى البطولة النهائية:
| الفريق              | 1991 | 1994 | 1998 | 2002 | 2006 | 2010 | 2014 | 2017 | 2021 ‏ | 2025 | 2029 | 2033 |
| ------------------- | ---- | ---- | ---- | ---- | ---- | ---- | ---- | ---- | ----- | ---- | ---- | ---- |
| بلجيكا              | –    | –    | –    | –    | –    | e    | –    | e    | –     | –    |      |      |
| الصين               | –    | –    | –    | –    | –    | –    | –    | –    | e     | –    |      |      |
| الكاميرون           | –    | –    | –    | –    | –    | –    | –    | –    | –     | e    |      |      |
| كولومبيا            | –    | –    | –    | –    | –    | –    | –    | –    | e     | e    |      |      |
| جمهورية التشيك      | –    | –    | –    | –    | –    | –    | –    | e    | –     | –    |      |      |
| فنلندا              | –    | –    | –    | –    | –    | –    | e    | –    | –     | –    |      |      |
| الهند               | –    | –    | –    | –    | –    | –    | –    | –    | e     | –    |      |      |
| كينيا               | –    | –    | –    | –    | –    | –    | e    | –    | e     | e    |      |      |
| لاوس                | –    | –    | –    | –    | –    | –    | e    | –    | –     | –    |      |      |
| مدغشقر              | –    | –    | –    | –    | –    | –    | –    | –    | e     |      |      |      |
| بابوا غينيا الجديدة | –    | –    | –    | –    | –    | w    | –    | e    | e     | e    |      |      |
| الفلبين             | –    | –    | –    | –    | –    | –    | e    | –    | e     | –    |      |      |
| سنغافورة            | –    | –    | –    | –    | –    | e    | e    | –    | e     | –    |      |      |
| سويسرا              | –    | –    | –    | –    | –    | –    | –    | e    | –     | –    |      |      |
| تايلاند             | –    | –    | –    | –    | e    | –    | e    | –    | –     | –    |      |      |
| تونغا               | –    | –    | –    | –    | –    | –    | –    | –    | w     | e    |      |      |
| أوغندا              | –    | –    | –    | –    | –    | –    | e    | –    | e     | –    |      |      |

e = الدولة خرجت من مرحلة التأهيل ولم تصل إلى البطولة النهائية

w = الدولة انسحبت من مرحلة التأهيل

p = الدولة ربما خرجت من مرحلة التأهيل وستحتاج إلى النجاح في مرحلة إعادة التأهل للوصول إلى البطولة النهائية

– = الدولة لم تشارك في مرحلة التأهيل.
بعيدًا عن منطقة أفريقيا، لم تُعلن الدول المشاركة في مراحل التأهيل القارية حتى 20 أكتوبر 2019.

## الحكم

### حكام النهائي
- 1991:  ليز بيرد[18]
- 1994:  جيم فلمنج[18]
- 1998:  إد موريسون[18]
- 2002:  يوليوس دي سانتيس[18]
- 2006:  سيمون ماكدويل[18]
- 2010:  سارة كوريغان[18]
- 2014:  إيمي بيريت  [لغات أخرى]‏[18]
- 2017:  جوي نيفيل[18]
- 2021:  هولي ديفيدسون[18]
- 2025:

## الصيغة
تنقسم صيغة بطولة 2006 إلى تقسيم 12 دولة مشاركة إلى أربع مجموعات كل منها ثلاث فرق. تلعب كل دولة ثلاث مباريات، وبعد انتهاء المباريات يتم إعادة تصنيف الفرق. يتم نقل الدول إلى أقسام وفقًا لترتيبها العام في البطولة بحيث تتقدم الفرق العُليا إلى مراحل خروج المغلوب.
احتفظ حدث 2010 بعدد الفرق المشاركة عند 12 فريقًا، مع بطولات تأهيل إقليمية. احتفظت بطولة 2021 بنفس الصيغة، لكن تم استبدال جولة التصنيف بدور ربع النهائي، كما هو الحال في بطولة العالم الرجالية. في عام 2025، ستتوسع البطولة النهائية لتضم 16 فريقًا.

## التغطية الإعلامية
لقد نمت البطولة بشكل ملحوظ خلال الخمسة عشر عامًا الماضية، على الرغم من أن مشاهدات التلفزيون وحضور الفعاليات لا تزال منخفضة نسبيًا، خاصةً بالمقارنة مع فعاليات بطولات العالم للسنوكر للسيدات الأخرى. تم بث نهائي حدث 2006 في كندا في عدة دول وبثه مباشر عبر الإنترنت.
قامت قناة Sky Sports ببث 13 مباراة مباشرة من بطولة 2010، بما في ذلك نصف النهائي ومباراة التصفيات للمراكز الثالثة والرابعة والنهائي. شملت المباريات التي تم بثها جميع مباريات إنجلترا، بينما تم بث مباريات الدول المضيفة الأخرى مباشرة أيضًا. كما تم عرض ملخصات لجميع المباريات الأخرى خلال مرحلة المجموعات.
في أيرلندا، قامت قناة TG4 ببث بطولة العالم للسنوكر للسيدات في عام 2014، وقد تلقت القناة الثناء لبثها البطولة باللغة الأيرلندية. وقدمت TG4 تغطية لجميع مباريات الفرق الأيرلندية بالإضافة إلى النهائي ونصف النهائي.
بعض المباريات في مراحل خروج المغلوب في بطولة 2017 جذبت نسب مشاهدة تلفزيونية قوية في إنجلترا وفرنسا، وتم بثها مباشرة في الولايات المتحدة.
في عام 2017، بدأت قناة ITV ببث مباريات كأس العالم للرجبي للسيدات على الهواء الحر لأول مرة في التاريخ، بدءًا ببطولة 2017 في أيرلندا، تلتها كأس العالم للرجبي 2021 في نيوزيلندا.
ومن عام 2025، ستُعرض جميع مباريات كأس العالم للرجبي للسيدات على قناة BBC، بدءًا ببطولة 2025 في إنجلترا.

## روابط خارجية
- الموقع الرسمي
- كأس العالم للرجبي للسيدات من therugbyworldcup.co.uk (مؤرشف)
- كأس العالم للرجبي للسيدات (1991–2017) في rugbyfootballhistory.com